# Гуль, Адольф Фриц
Адольф Фриц Гуль (нем. Adolf Fritz Guhl; 29 марта 1917, Виттенберге — 8 января 1977) — немецкий дирижёр и музыкальный педагог.
Учился в Берлинской высшей школе музыки, с 1939 г. работал в своём родном городе органистом. После Второй мировой войны сперва оказался в Западном Берлине, в 1948—1951 гг. художественный руководитель Консерватории Клиндворта — Шарвенки. С 1949 г. дирижировал Большим радиооркестром Берлина в Восточном Берлине, одновременно в 1950—1953 гг. музыкальный руководитель театра Берлинер ансамбль. В 1950-е гг. руководил симфоническим оркестром киностудии DEFA, записал музыку к ряду кинофильмов ГДР. C 1962 г. возглавлял Большой радиооркестр Лейпцига.
Осуществил ряд записей (особенно сочинений Ханса Эйслера).